# Бахши
Бахши (туркм. багши, каз. бакси) - народні співці, музиканти, оповідачі і поети у народів Середньої Азії. Слово «бахши» сходить до санскрицького bhikshu — вчитель. У монголів, що сповідали буддизм, бахши означало людину, що уміє писати уйгурським письмом, тому в епоху Чингисхана і до 15 століття бахши називалися канцелярські писарі. Серед шаманістів бахши — знахар, чаклун, народний лікар-шаман,  що «виганяв» з хворого злих духів магічною піснею і грою на музичному інструменті. 
Бахши співають народні пісні і епічні твори — дастани, супроводжуючи спів на двострунному музичному інструменті — дутарі (прозаїчні частини дастанов бахши зазвичай розповідають). Вони створювали і зберігали усну творчість. В умовах майже повної неписьменності населення вони були також розповсюджувачами класичних творів. Після Жовтневої революції від бахши були записано багато творів усної творчості. Існувала система вчення виконавчій майстерності, у якій чимале місце відводилося поетичним змаганням.
Кожну другу неділю вересня в Туркменістані святкується День туркменського бахши.

## Дивись також
- Кобзар
- Акин
- Ашуг